# Rune Bertil Nordenstam
Rune Bertil Nordenstam (1936) es un botánico sueco y profesor emérito en el Museo Sueco de Historia Natural, Departamento de Botánica Fanerogámica.
Ha trabajado con las familias botánicas Colchicaceae, Asteraceae, Senecioneae
y Calenduleae,
Fue editor de la revista Compositae Newsletter, de 1988 hasta 1997
y Coordinador Tribal del "International Compositae Alliance" con responsabilidades en las tribus botánicas Calenduleae y Senecioneae.
Ha expedicionado y desarrollado trabajos a campo en Grecia, Suecia, Turquía, Mongolia, Egipto, Namibia.
- La abreviatura «B.Nord.» se emplea para indicar a Rune Bertil Nordenstam como autoridad en la descripción y clasificación científica de los vegetales.[8][9]